# Sädesbladbagge
Sädesbladbagge (Oulema melanopus) är en skalbagge som tillhör familjen bladbaggar. Den kan uppträda som skadeinsekt på sädesslag som havre, korn och vete. Både den fullbildade skalbaggen och larven gnager på sädesplantornas blad, men det är larverna som orsakar störst skador och ekonomiska förluster för jordbruket.

## Kännetecken
Sädesbladbaggen är 4–5 millimeter lång och har glänsande blågröna täckvingar med tydliga längsgående punktrader. Halsskölden är rödbrun och även skalbaggens ben är rödbruna (undantaget foten, eller tarser, som är mörka). Huvudet och antennerna är mörka. Den fullbildade skalbaggens gnag orsakar långsträckta hål i sädesplantornas blad.
Larven är gulaktig och når i det sista larvstadiet en längd på 5–6 millimeter. Larven har vanan använda sina egna exkrementer för att täckt sin kropp med ett slemmigt hölje. Detta gör att den till utseendet kan påminna mer om en gråsvart snigel än om en skalbaggslarv. Larvernas gnag orsakar långa vitaktiga strimmor på sädesplantornas blad, då larverna inte gnager genom bladet helt som de fullbildade skalbaggarna gör.

## Utbredning
Sädesbladbaggen är utbredd på norra halvklotet. Den finns i Europa och i delar av Nordafrika och Asien och har introducerats till Nordamerika.

## Levnadssätt
Sädesbladbaggen genomgår fullständig förvandling med de fyra utvecklingsstadierna ägg, larv, puppa och imago. Övervintringen sker som fullbildad insekt och omkring början på maj, eller då dagstemperaturen når upp i minst cirka 10°C, påbörjas flygperioden. 
Honan lägger ägg på ovansidan av värdväxtens blad. Förutom de odlade sädesslag som arten är en känd skadegörare på, som havre, korn och vete, kan även flyghavre kvickrot och timotej fungera som värdväxter.
Utvecklingen från ägg till imago påverkas mycket av temperaturen. För en så gynnsam utveckling som möjligt ska temperaturen vara över 20°C. Kyligare temperaturer och regn gör att fler ägg och larver dör. De larver som överlever förpuppar sig i marken. Förpuppningen tar omkring tre veckor.

## Förväxlingsrisk
Gnaget som orsakas av sädesbladbaggen liknar gnaget av kornjordloppa och det kan också förväxlas med de skador som orsakas av vissa minerarflugors larver. 